# Тенсер, Давид Бартимей
Давид Бартимей Тенсер (Тенцер, исл. Davíð Tencer, словац. Dávid Bartimej Tencer, род. 18 мая 1963, Нова-Баня, Банска-Бистрицкий край) — прелат Католической церкви, епископ епархии Рейкьявика.

## Биография
Тенсер родился 18 мая 1963 года в Нова-Бане, Чехословакия (современная Словакия). Получив богословское образование на римско-католическом Кирилло-Мефодиевском богословском факультете и Священнической семинарии Св. Кирилла и Мефодия в Братиславе, 15 июня 1986 года Тенсер был рукоположен в сан священника в епархии Банска-Быстрицы. 
В 1990 году Тенсер вступил в Орден капуцинов, а 28 августа 1994 года стал официальным членом ордена. Затем он служил администратором прихода в Голиче. В 1996 году он был переведён в монастырь на горе Ратицов-Врх в Гринёве. С 2001 по 2004 год преподавал гомилетику и духовное богословие в семинарии в Бадине. В качестве настоятеля братии в Жилине с 2003 по 2004 год преподавал духовное богословие в Институте святого Фомы Аквинского в Жилине.
В 2004 году он приехал в Исландию и был назначен приходским священником в приходе Стелла Марис в Рейкьявике. В 2007 году он стал приходским священником церкви Святого Торлака в Рейдарфьордюре. Он также служил в пресвитерском совете и в Консультативной коллегии епархии.
18 сентября 2015 года Папа Франциск назначил Тенсера епископом Рейкьявика. 31 октября 2015 года его предшественник, Пьер Бюрхер, рукоположил Тенсера в епископы в Рейкьявике. Его соконсекраторами были апостольский нунций в Исландии, архиепископ Хенрик Юзеф Новацкий, и епископ Жилины Томаш Галис.
17 июня 2017 года на церемонии, которую возглавил Тенсер, была освящена новая католическая церковь в Рейдарфьордюре. Здание церкви было подарено Словацкой католической церковью. Церковь была построена из дерева в Словакии, разобрана и доставлена в Рейдарфьёрдур, где была собрана заново. На освящении присутствовал Роберт Фицо, премьер-министр Словакии.